# Valner Franković
Valner Franković (* 9. Juli 1968 in Raša) ist ein ehemaliger kroatischer Handballspieler.

## Karriere
Valner Franković begann in der vierten Klasse mit dem Handballspiel. Zunächst war er Handballtorwart, mit 14 Jahren wechselte er auf den linken Flügel. 1987 wurde der Erstligisten RK Zamet Rijeka auf ihn aufmerksam und nahm ihn unter Vertrag. Nach vier Jahren in Rijeka ging er 1991 zum deutschen Zweitligisten VfL Günzburg. Nach einem halben Jahr kehrte er nach Kroatien zurück, wo er erneut für den Zweitligisten Rudar und Rijeka spielte. Als Rudar 1993 (ohne ihn) in die Premijer Liga aufstieg, unterschrieb er beim Spitzenklub Badel 1862 Zagreb, mit dem er 1994 und 1995 Meisterschaft und Pokal gewann sowie in der EHF Champions League 1994/95 das Finale erreichte, in dem er dem spanischen Bidasoa Irún unterlag. Die nächsten drei Spielzeiten lief er für Karlovacka Banka auf. Nach zwei Jahren in Italien ließ er seine Karriere bei seinem Heimatverein ausklingen.
Mit der Kroatischen Nationalmannschaft gewann Valner Franković bei den Olympischen Spielen 1996 und den Mittelmeerspielen 1997 die Goldmedaille. 

## Sonstiges
Nach seinem Karriereende kehrte Franković nach Labin zurück, wo er mit seiner Frau eine Kaffee-Bar und Ferien-Apartments betreibt.